# 40 Millionen suchen einen Mann
40 Millionen suchen einen Mann (Originaltitel: Love Is a Ball) ist eine in Südfrankreich spielende, US-amerikanische Filmkomödie von 1962. Unter der Regie von David Swift gab Hope Lange „eine amüsante Performance als überaus kapriziöse und verzogene Multimillionen-Erbin“. Die männliche Hauptrolle übernahm Hope Langes damaliger Lebensgefährte Glenn Ford, der einen abgehalfterten, ehemaligen Autorennfahrer spielte, der von den Schrullen der Erbin zunehmend genervt ist. Der Geschichte lag der Roman „The Grand Duke and Mr. Pimm“ von Lindsay Hard zugrunde.

## Handlung
Irgendwo an den sonnendurchfluteten Gestaden der Côte d’Azur. Hier, unter all den Reichen und Schönen des internationalen Adels und Geldadels, hat sich das nicht mehr ganz taufrische aber stets elegante und charmante Schlitzohr Étienne Pimm eingerichtet und eine äußerst lukrative Geschäftsidee entwickelt: Er will mit Fingerspitzengefühl Titel mit Dollars vereinen und dabei selbst einen ordentlichen Schnitt machen. Herren mit großem und vor allem sehr alten Namen gibt es zuhauf, und die nouveaux riches, vor allem aus Nordamerika, sind ganz wild darauf, ihre Millionen mit einem altehrwürdigen Grafen- oder ganz Herzogtitel zu veredeln. Und so wird Monsieur Pimm, assistiert von der charmanten Janine, zu einem diskreten Heiratsvermittler der Haute volée.
Als besonders nervenaufreibende Klientin erscheint die reizende aber hochgradig kapriziöse und in ihrem Verhalten ziemlich flatterhafte Amerikanerin Millicent, genannt Milly, Mehaffey. Die attraktive Blondine ist – absolute Grundvoraussetzung – derzeit unbemannt und besitzt vierzig gute Gründe, von einem verarmten, europäischen Adeligen als „dicker Fisch“ angesehen zu werden: Sie hat nämlich ebenso viele Millionen auf ihrem geerbten Konto und weilt derzeit im Süden Frankreichs. Monsieur Pimm findet, dass der Großherzog Gaspard Ducluzeau, ebenso attraktiv wie bettelarm, ganz ausgezeichnet zu der überdrehten Amerikanerin passen würde, nur mangelt es ihm an dem letzten Schliff. Und daher wird der Brite Julian Soames eingestellt, der ihm, neben Manieren, auch die englische Sprache beibringen soll. Außerdem holt Pimm auch noch einen ehemaligen Autorennfahrer namens John Lathrop Davis in seine Dienste, der den Großherzog in die hohe Kunst des sehr flotten Autofahrens einweisen soll, denn Milly, das hat Etienne mittlerweile herausgefunden, steht nicht nur total auf Rennfahrer, sondern pflegt selber einen außerordentlich flotten Fahrstil.
Um Milly erobern zu können, muss noch eine weitere Hürde überwunden werden. Die heißt Dr. Christian Gump, ist ein ausgewiesener Gourmet, und primär damit beschäftigt, auf Milly aufzupassen und ihre Millionen schön zusammenzuhalten, damit nicht irgendein schnöseliger, europäischer Windhund die wankelmütige Großerbin in den Hafen der Ehe schleust und ausnimmt. Pimm organisiert daraufhin ein köstliches Diner, das vom angesehenen Sternekoch Maurice Zoltan zusammengestellt wird. In der Hoffnung, dass ein voller Magen gnädiger als ein leerer gestimmt ist, stellt Monsieur Pimm Gump anschließend den wochenlang auf dieses erste Treffen hin vorbereiteten Ehe-Aspiranten Herzog Gaspard vor. Tatsächlich hat Étiennes Methode Erfolg. Dr. Gump ist sichtlich beeindruckt von dem Europäer mit den geschliffenen Manieren und ist bald ganz wild darauf, diesen als Ehrengast auf eine Party einzuladen, die Milly zu Ehren gegeben werden soll. Gump wäre es gar nicht so unlieb, die undankbare Aufgabe als Millys Wachhund endlich loszuwerden.
Ein weiterer Angestellter Pimms, Priory, wird nun als Chauffeur eingestellt, um die beiden Turteltauben in spe hin- und herfahren zu können. Als Priory verletzungsbedingt ausfällt, hat Monsieur Pimm alle Hände voll zu tun, den höchst unwilligen John Davis dazu zu überreden, dessen Platz einzunehmen. John hält Milly für eine verzogene Göre und macht sich über ihre Rennfahrer-Ambitionen lustig. Milly wiederum, die es nicht gewohnt ist, dass man ihr widerspricht, hält den neuen Fahrer für einen ziemlichen Rüpel. Bald aber raufen sich die beiden im Lauf der Geschichte mehr und mehr zusammen und entwickeln, auch wenn keiner der beiden dies so recht zugeben mag, regelrecht Gefallen aneinander. Pimm will nun als Postillon d’Amour ein wenig nachhelfen, auf dass sein Herzog mit der Multimillionärin endlich in den Hafen der Ehe steuern möge und organisiert zu diesem Zweck ein trautes Rendezvous der beiden in Gaspards Villa. Milly glaubt, dass dort John Davis auf sie wartet, und nimmt daher die Einladung gern an.
Als sich am darauf folgenden Morgen der Irrtum aufklärt und Milly erfährt, dass sie mit Gaspard verkuppelt werden soll, ist sie außer sich und stürmt wütend davon. In ihrer Hitzköpfigkeit will sie nun den Nächstbesten heiraten, einen etwas trotteligen Mitbewerber namens Freddie, und sei es nur, um Pimm und John zu ärgern. Nur mit viel Überredungskunst kann Millys Großmutter Mathilda sie von dem Fehler ihres Lebens bewahren. Nun ist es an John, Milly nachzulaufen und sie endlich in den Hafen der Ehe – aber mit ihm – zu führen. Dem ausgebooteten Gaspard ist dies gar nicht so unrecht, hat er in der Zwischenzeit doch längst sehr viel mehr Gefallen an Pimms hübscher Assistentin Janine gefunden.

## Produktionsnotizen
40 Millionen suchen einen Mann entstand im Sommer 1962 an der Côte d’Azur und wurde im März 1963 in Las Vegas uraufgeführt. In Deutschland lief der Film am 14. Mai 1963 an. Die deutsche Fernseherstausstrahlung erfolgte im ZDF am 27. Mai 1972 um 20 Uhr 15.
Die Filmbauten entwarf Jean d’Eaubonne, Frank L. Thompson schuf die Kostüme.

## Kritiken
Der Movie & Video Guide verortete in dem Film eine „zwanghafte Schaumschlägerei, die sich bemüht, chic rüberzukommen“.

„Anspruchslos-heitere, etwas redselige und nicht sehr originelle Komödie.“

Halliwell’s Film Guide fand, der Film sei eine „Komödie, die man vergessen“ könne, da sie mehr Anstrengung in die Präsentation des glamourösen Hintergrunds als in die Entwicklung des Drehbuchs investiert habe.

## Trivia
Das rote Sportcabriolet, mit dem Hope Lange und Glenn Ford unterwegs sind, ist ein Maserati 3500 GT, damals eines der exklusivsten Fahrzeuge. In dieser Version mit der offenen Karosserie von  Touring ist der Wagen eine wirkliche Rarität, denn nur zwei Exemplare wurden hergestellt, beide 1958.